# Shijō Saikyō no Deshi Ken'ichi
Shijō Saikyō no Deshi Ken'ichi (chữ Nhật: 史上最強の弟子ケンイチ, tiếng Anh: Kenichi: The Mightiest Disciple hay History's Strongest Disciple Kenichi, Hán Việt: Sử thượng tối cường chi đệ tử Kiêm Nhất), tạm dịch là Kenichi, võ sinh mạnh nhất lịch sử, là loạt truyện tranh manga và loạt phim hoạt hình anime được viết bởi tác giả Matsuena Syun (松江名 俊, Tùng Giang Danh Tuấn), được phát hành lần đầu trên tạp chí Shōnen Sunday.
Một điều thú vị là Shijō Saikyō no Deshi Ken'ichi lại chính là bản làm lại của bộ manga Tatakae! Ryōzanpaku Shijō Saikyō no Deshi (戦え!梁山泊 史上最強の弟子 Chiến đấu ! Lương Sơn Bạc sử thượng tối cường chi đệ tử ! ,  nghĩa là: Chiến đấu! Võ sinh mạnh nhất lịch sử của võ đường Lương Sơn Bạc !) từng phát hành trên tạp chí Shōnen Sunday Super và từng xuất bản được 5 tập đơn hành bản.

## Cốt truyện
Như cái tên đã cho biết, tác phẩm nói về câu chuyện của "người võ sinh mạnh nhất lịch sử" Shirahama Kenichi. Ban đầu, Kenichi chỉ là một nam sinh 15 tuổi yếu đuối, luôn bị bạn bè bắt nạt và được gán biệt danh là Fuunuken. Nhưng cuộc đời Kenichi thay đổi khi anh quen Fūrinji Miu, một nữ sinh vừa mới chuyển sang trường của anh. Sau khi chứng kiến võ công siêu phàm cùng hành động trượng nghĩa của Miu, Kenichi đã quyết tâm trở thành một võ sinh tài năng để bảo vệ cho bạn bè, người thân và đánh bại những kẻ xấu trên thế giới này. Ban đầu Kenichi tập luyện dưới sự hướng dẫn của Miu, nhưng không lâu sau đó anh đã xin gia nhập võ đường Lương Sơn Bạc (Ryōzanpaku), ngôi nhà của Miu và đồng thời là nơi quy tụ của sáu vị võ sư có võ công cực kì siêu việt. Trải qua những khoá hướng dẫn nghiêm khắc như "địa ngục" của họ, Kenichi từ một thiếu niên yếu ớt đã trở thành một võ sinh mạnh mẽ, anh đã đánh bại nhiều tên du côn cũng như những học sinh chuyên bắt nạt kẻ khác. Nhưng cũng chính vì thế mà "danh tiếng" của anh nổi lên như cồn: Kenichi trở thành điểm tựa và niềm hy vọng cho những học sinh yếu đuối và cũng là mục tiêu số một của những thế lực đen tối như băng đảng Ragnarok và sau đó là tổ chức Yomi...

## Nhân vật
- Shirahama Kenichi (白浜 兼一 (ケンイチ)  Bạch Banh Kiêm Nhất?): Lồng tiếng bởi Seki Tomokazu.

Nhân vật nam chính của bộ truyện. Kenichi là một nam sinh 15 tuổi với thể chất yếu đuối, vì vậy anh và thường bị bạn bè bắt nạt và chọc ghẹo. Tuy nhiên, kể từ sau khi gặp Fūrinji Miu, anh đã quyết tâm rèn luyện mình thành một võ sinh tài năng để bảo vệ người thân, bạn bè và đánh bại kẻ xấu. Vì vậy, anh đã đến học võ ở nhà của Miu, võ đường Lương Sơn Bạc (Ryōzanpaku), và về sau sống hẳn ở đó để tiện cho việc trau dồi võ nghệ. Nhờ những bài huấn luyện nghiêm khắc đến mức "địa ngục" của các võ sư ở Lương Sơn Bạc, Kenichi dần dà trở thành một võ sinh tài năng và là một đối thủ vô cùng nặng ký trong các trận đấu, nhất là khi anh cảm thấy cần phải đánh bại đối thủ để bảo vệ bạn bè, người thân và bảo vệ chính nghĩa. Nhân vật Ogata Isshinsai nói rằng Kenichi là một võ sinh có tiềm năng cực lớn, và khi anh khai thác được tiềm năng đó thì Kenichi sẽ trở nên vô địch.
Có một điều thú vị là Kenichi rất thích đọc sách, nhất là những cuốn sách hướng dẫn dạng "bạn có thể làm được việc A bằng những cách X".
- Fūrinji Miu (風林寺 美羽 Phong Lâm Tự Mỹ Vũ?): Lồng tiếng bởi Kawakami Tomoko.

Nhân vật nữ chính của bộ truyện. Miu cũng là một nữ sinh 15 tuổi, học cùng lớp với Kenichi và sống ở võ đường Lương Sơn Bạc. Dù cô có bản tính và vẻ ngoài hiền lành, nhưng thật ra Miu là có một võ công cực kỳ cao cường do cô đã luyện tập võ nghệ với ông nội mình, chưởng môn của Lương Sơn Bạc ngay từ hồi còn bé. Miu cũng thích kết bạn với người khác, đó là lý do khiến Miu mang một cặp kính 0 độ để trông cô "giống với mọi người". Miu cũng rất trân trọng tình bạn giữa mình với Kenichi, về sau ta thấy cô nảy sinh tình cảm với anh, biểu hiện là cô hay ghen khi thấy các cô gái khác tán tỉnh Kenichi.
Một điều đáng chú ý là tác giả Matsuena Syun đã thiết kế một thân hình cực kì hấp dẫn cho Miu, nhất là bộ ngực rất nở nang. Đó là lý do khiến nhân vật Kisara gọi cô là "con bò sữa".

## Manga
Bộ manga được đăng lần đầu tiên trên tạp chí manga hàng tuần Shōnen Sunday lần đầu vào năm 2002 và đơn hành bản đầu tiên ra mắt độc giả vào ngày 9 tháng 8 năm 2002.
Tính đến ngày 4 tháng 12 năm 2008, trên Anime News Network có những bình chọn sau về bộ manga:
- Số lượt người bình chọn: 32
  - Siêu phẩm: 11 lượt (phụ đề:8, tiếng Anh:2, lồng tiếng:1)
  - Xuất sắc: 6 lượt (phụ đề:3, nguyên gốc:1, tiếng Anh:1, lồng tiếng:1)
  - Rất hay: 8 lượt  (phụ đề:5, tiếng Anh:3)
  - Hay: 6 lượt (tiếng Anh:3, lồng tiếng:2, phụ đề:1)
  - Được: 1 lượt (tiếng Anh:1)
- Khảo sát trong 96 người dùng đã từng xem qua hoặc xem trọn bộ, xếp hạng: #451
- Đánh giá chung: Rất tốt

### Sự khác nhau giữaShijō Saikyō no Deshi Ken'ichivớiTatakae! Ryōzanpaku Shijō Saikyō no Deshi
Một điều thú vị là Shijō Saikyō no Deshi Ken'ichi lại chính là bản làm lại của bộ manga Tatakae! Ryōzanpaku Shijō Saikyō no Deshi từng phát hành trên tạp chí Shōnen Sunday Super và từng xuất bản được 5 tập đơn hành bản. Vì vậy 5 tập đơn hành bản đầu của Shijō Saikyō no Deshi Ken'ichi có nội dung gần giống như Tatakae! Ryōzanpaku Shijō Saikyō no Deshi. Tuy nhiên hai bộ này có một số điểm khác biệt:
- Kenichi và Miu không học cùng trường.
- Mã Thương Nguyệt và Takeda Ikki trông khác hẳn. Hơn nữa, Takeda được gọi tên là Takenouchi (竹ノ内?) (có thể là một cách nhại lại tên của nhân vật Ippo Makunouchi trong Hajime no Ippo) và là người đứng đầu câu lạc bộ quyền Anh. Ngoài ra bản cũ còn có một cảnh sex giữa Ikki và Kisara. Hermit (Tanimoto Natsu) bản cũ giống hệt Takeda bản mới, tuy nhiên trang phục vẫn không khác. Tanimoto Natsu cũng được gọi với tên khác: Sugimoto Natsu (杉本 夏 Sam Bản Hạ?).
- Kenichi không đánh nhau với băng đảng Ragnarok trong bản cũ, mà với băng Snake (スネイク?) đứng đầu bởi ba thành viên: Furukawa Shōgo (吉川 将吾 Cát Xuyên Tướng Ngô?) (top 1), Sugimoto Natsu/Hermit (top 2), và Nanjō Kisara (top 3). Cái tên Ragnarok là lấy từ tên một băng nhóm đối thủ của Snake. Trong bản mới thì ba thành viên này là thành viên của Ragnarok, trong đó Shōgo chính là Berseker. Sau khi đánh bại cả ba Top, Kenichi trở thành thủ lĩnh của Snake.
- Các võ sư ở võ đường Lương Sơn Bạc cũng có vài điểm khác:
  - Fūrinji Hayato ít "cơ bắp" hơn bản mới và ông mặc bộ đồ giống các sĩ quan Tử thần trong manga BLEACH.
  - Shigure không xuất hiện trong các phiên bản tháng, và hai trong số các võ sư thì vẫn còn đang trong một chuyến du lịch (bóng của một trong hai người có vẻ là Shigure). Cô cũng mặc một bộ đồ ninja đặc trưng trong bản cũ.
  - Sakaki Shio ốm hơn, ít cơ bắp hơn.
  - Tóc của Apachai Hopachai giống nhân vật Guile trong Street Fighter,
  - Quần áo của Mã Kiếm Tinh không có dấu hiệu Âm Dương ở cầu vai, và ông không đội mũ.
  - Tuổi của Akisame là 28 thay vì 38 ở bản mới, dù hình dáng hai người không khác nhau (Akisame bản cũ tóc ngắn hơn).

Một số trong những khác biệt này được nêu trong chương 143, chương cuối của phần 1 "Ragnarok":  , , 

## Anime

Logo của anime Shijō Saikyō no Deshi Ken'ichi

Loạt phim anime Shijō Saikyō no Deshi Ken'ichi được thực hiện bởi công ty Tokyo Movie Shinsha (hay còn được biết dưới cái tên là TMS Entertainment) và phát sóng lần đầu tại Nhật Bản trên kênh TV Tokyo vào ngày 7 tháng 10 năm 2006 đến ngày 29 tháng 9 năm 2007 và kéo dài 50 tập. Nội dung của bộ anime bao trùm từ phần 1 của manga, nói về quá trình luyện võ của nhân vật chính Kenichi và cuộc chiến giữa anh với băng nhóm Ragnarok, tương ứng với chương 1-143 của manga. Anime bản tiếng Anh hiện do hãng FUNimation (còn được gọi là Funimation) giữ bản quyền và họ đang trong quá trình lồng tiếng cho bộ phim, cụ thể là Funimation thực hiện 26 tập anime đầu và đến tháng 1 năm 2009 sẽ trình chiếu 2 tập anime tiếng Anh đầu tiên. Funimation cũng dự tính sẽ phát hành hai bộ đĩa DVD về anime, mỗi bộ 13 tập vào năm 2009. Đồng thời, trước thành công của loạt phim anime đầu tiên, Funanimation quyết định sẽ hoàn tất và phát hành phần còn lại của loạt phim. Mùa 2, phần 1 của loạt phim sẽ được Fuanimation phát hành vào ngày 9 tháng 3 năm 2010.

### Tham gia làm phim
- Đạo diễn: Kamegaki Hajime
- Phụ trách bố cục: Suga Yoshiyuki
- Kịch bản: Suga Yoshiyuki
- Âm nhạc: Rinoie Joe
- Tác giả gốc: Matsuena Syun
- Thiết kế nhân vật: Yamanaka Junko và Sudō Masatomo
- Chỉ đạo nghệ thuật: Sakamoto Nobuto
- Chỉ đạo hình ảnh: Akio Saitō
- Màu sắc: Kaihō Shigenobu
- Chỉ đạo âm thanh: Tanaka Akiyoshi
- Chỉnh sửa các bài hát: Mine Masanori (các bài hát mở đầu)
- Nhạc: Rinoie Joe (bài hát mở đầu 1; bài hát kết thúc 1,2)
- Lời bài hát: Joanna Koike (bài hát kết thúc 1,2) và Yazumi Kana (bài hát mở đầu 1)

### Các bài hát trong anime
Bài hát mở đầu:
1. Be Strong thể hiện bởi Yazumi Kana (tập 1-25)
2. Yahho~ thể hiện bởi Morikawa Miho, Asakura Akira (tập 26-50)

Bài hát kết thúc:
1. Kimi ga iru kara thể hiện bởi Eguchi Issei (tập 1-26)
2. Catch Your Dream thể hiện bởi Joanna Koike (tập 16-25)
3. RunOver thể hiện bởi Joanna Koike (tập 26-45)
4. Kokoro Kara no Message thể hiện bởi Sakura (ca sĩ) (tập 46-49)
5. Be Strong thể hiện bởi Yasumi Kana (tập 50)

### Đánh giá
Tính đến ngày 4 tháng 12 năm 2008, trên Anime News Network có những bình chọn sau về bộ anime:
- Số lượt người bình chọn: 651
  - Siêu phẩm: 130 lượt (lồng tiếng:124, phụ đề tiếng Anh:5, phụ đề tiếng Tây Ban Nha:1)
  - Xuất sắc: 230 lượt (lồng tiếng:222, phụ đề tiếng Anh:5, phụ đề tiếng Tây Ban Nha:2, phụ đề tiếng Nga:1)
  - Rất hay: 152 lượt (lồng tiếng:138, phụ đề tiếng Tây Ban Nha:6, nguyên bản tiếng Nhật:3, phụ đề tiếng Anh:3, ?:1, phụ đề tiếng Pháp:1)
  - Hay: 69 lượt (lồng tiếng:67, phụ đề tiếng Anh:2)
  - Tốt: 41 lượt (lồng tiếng:38, phụ đề tiếng Anh:2, phụ đề tiếng Nga:1)
  - Được: 13 lượt (lồng tiếng:11, phụ đề tiếng Pháp:1, phụ đề tiếng Anh:1)
  - Không hay lắm: 7 lượt (phụ đề:6, phụ đề tiếng Anh:1)
  - Kém: 5 lượt (lồng tiếng:4, phụ đề tiếng Anh:1)
  - Dở: 1 lượt (lồng tiếng:1)
  - Dở tệ: 1 lượt (lồng tiếng:1)
  - Tệ hại: 2 lượt (lồng tiếng:1, phụ đề tiếng Anh:1)
- Khảo sát trong 1130 người dùng đã từng xem qua hoặc xem trọn bộ, xếp hạng: #445
- Đánh giá chung: Rất tốt

### Điểm khác nhau giữa manga và anime
- Trong manga, Kenichi bắt đầu đến học ở võ đường Lương Sơn Bạc sau khi đánh bại Daimonji và nguyên do là lời đe dọa của Tsukuba. Bản đồ vị trí của võ đường do Miu vẽ quá phức tạp, nên Kenichi buộc phải nhờ em gái Honoka chỉnh sửa giúp.
- Trong manga, trước trận đấu với Tanimoto Natsu, Kenichi được sư phụ Akisame dẫn lên núi để luyện tập cùng với con trai của một người bạn, từ đó hướng dẫn cho Kenichi về tầm quan trọng của chiến thuật và mánh khóe trong việc đấu võ. Tuy nhiên kết quả rốt cuộc lại là, sự cần cù luyện tập của Kenichi lại có thể thắng cả "chiến thuật". Trong anime, tình tiết này không xuất hiện.
- Trong manga, sau khi đánh bại Tanimoto Natsu, Kenichi và sư phụ Sakaki thách đấu một võ đường, nơi dạy các thủ thuật phi thể thao và bẩn thỉu khi đánh võ, và cũng là nơi một thành viên trong Liên minh Shinpaku luyện tập. Chi tiết này không có trong anime.
- Sau khi đánh bại Thor, Kenichi tỏ ra chểnh mảng việc luyện võ vì anh nghĩ rằng mình đã đủ mạnh. Có điều các võ sư chứng minh điều ngược lại khi sư phụ Apachai dễ dàng đánh Kenichi bầm dập. Chi tiết này cũng không có trong anime.
- Sau khi Kisara rời Ragnarok, trong manga có một đoạn nói về hồi ức của chưởng môn Hayato về lần gặp đầu tiên với sư phụ Apachai. Trong anime, việc này được thay bằng một kế hoạch "H" của Nījima hòng dụ dỗ Tanimoto Natsu gia nhập Liên minh Shinpaku. Việc này xảy ra sau chuyến lên núi của Kenichi với sư phụ Hayato, nhưng trong manga, Kenichi trực tiếp tham gia việc này.
- Có một số chương manga nói về việc cha của Kenichi đến thăm nơi anh luyện võ. Sau khi chứng kiến cảnh luyện tập "địa ngục" của con trai, người cha đã quyết định giải cứu con trai với khẩu súng Ludwig mới mà ông lén vợ mua về.
- Trong manga, dòng họ Mã 馬 (của Mã Kiếm Tinh, Mã Liên Hoa, Mã Thương Nguyệt,...) được phát âm là Ba (ば). Trong anime và trong một số bản dịch manga, họ dùng cách phát âm đúng chuẩn Trung Quốc là Ma (ま).
- Khi thực hiện anime, các cảnh chảy máu trong manga được cắt bỏ và giảm thiểu rất nhiều, điều này tương tự như đối với một số anime khác (ví dụ Inu Yasha).
- Anime kết thúc trước phần 2 manga, tức phần nói về tổ chức Yomi. Vì vậy, trong anime không hề có bất cứ thông tin gì về tổ chức này.

## Game
Vào ngày 15 tháng 3 năm 2007, hãng Capcom phát hành game đầu tiên về bộ manga và anime này, mang tên là Shijō Saikyō no Deshi Kenichi: Gekitō! Ragnarok Hachikengō. Đây là dạng game đấu võ, dành riêng cho máy PlayStation 2. Game này hiện mới chỉ có ở Nhật Bản. Cốt truyện của game chỉ dựa trên phần nói về cuộc chiến giữa Kenichi và nhóm Rangarok, tức là phần 1 manga và toàn bộ anime, cho nên phần lớn các nhân vật trong anime có mặt trong game. Các game thủ có thể chọn chơi phần "Battle Mode" với 14 nhân vật, hoặc phần "Story Mode" hay "Practice Mode" để mở khoá những chiêu thức mới.